# Sigma receptor
Sigma receptori σ1 i σ2 vezuju ligande kao što su 4-PPBP, SA 4503, ditolilgvanidin, dimetiltriptamin i siramesin.

## Klasifikacija
Za sigma receptori se nekad mislilo da su tip opioidnih receptora, zato što d stereoizomeri benzomorfanske klase opioidnih lekova ne deluju na μ, κ, i δ receptore, a umanjuju kašalj. Međutim, rezultati farmakoloških testiranja su pokazali da se sigma receptori aktiviraju lekovima koji su potpuno nevezani sa opioidima, i da je njihova funkcija nije srodna sa funkcijom opioidnih receptora. Na primer, fenciklidin (PCP) i antipsihotik haloperidol mogu da interaguju sa ovim receptorom. Ova dva leka nemaju hemijske sličnosti sa opioidima.
Kad je σ1 receptor bio izolovan i kloniran, utvrđeno je da nema strukturne sličnosti sa opioidnim receptora. Iz tog razloga je on označen kao zasebna klasa receptora.

## Ligandi

### Agonisti
- Afobazol: selektivan za σ1 tip
- Alilnormetazocin
- Amfetamin
- Citalopram
- Kokain
- Dekstrometorfan
- Dekstrorfan
- Dimetiltriptamin
- Dimemorfan
- Ditolilguanidin
- Escitalopram
- Fluoksetin
- Fluvoksamin
- Igmesin
- : selektivan za σ1 tip
- Lamotrigin - Antikonvulsant, bipolarna profilaksa[4][5]
- Metamfetamin
- Morfin/Heroin
- Noscapin
- Opioidi: Oksikodon, Fentanil, itd.
- Opipramol
- Pentazocin: posebno „neprirodni“ enantiomer (+)-pentazocin, koji nema afinitet za opioidne receptore tako da je selektivan sigma agonist[6][7]
- Pentoksiverin: selektivan za σ1 tip
- Fenciklidin
- : selektivan za σ2 tip
- : selektivan za σ1 tip
- Siramesin

### Antagonisti
- : selektivni σ1 antagonist
- : 3-(4-(4-cikloheksilpiperazin-1-il)butil)benzo[d]tiazol-2(3H)-tion[8]
- Haloperidol
- Rimkazol
- Sertralin[9]

## Spoljašnje veze
- sigma+Receptor на 